# 神戸西バイパス
神戸西バイパス（こうべにしバイパス、英語: KOBE-NISHI BYPASS）は、兵庫県神戸市垂水区の垂水JCTから同県明石市の石ヶ谷JCTに至る国道2号のバイパスである。
明石海峡大橋関連事業として、神戸市西部の迂回路確保、沿道開発、渋滞緩和を目的として第二神明道路と並行して計画された。一般部と専用部があり、専用部は一般有料道路「第二神明道路北線」（だいにしんめいどうろきたせん、英語: DAINI SHINMEI KITASEN ROAD）として一部供用されている。高速道路ナンバリングによる路線番号は、「E94」が一般有料道路区間に割り振られている。

## 概要
- 起点 : 兵庫県神戸市垂水区名谷町入野
- （暫定）終点 : 兵庫県神戸市西区伊川谷町別府
- （延伸後）終点 : 兵庫県明石市大久保町石ケ谷
- 種別 : 地域高規格道路（大阪圏都市圏自動車専用道路）
- 事業費 : 1,900億円

専用部（第二神明道路北線）
- 全長 : 12.5 km（供用済5.6 km）
- 規格 : 第1種第3級(設計速度80 km/h)
- 車線 : 4車線
- 最高速度 : 80 km/h（悪天候・道路工事等の時は50 km/h規制になることがある）
- 償還完了予定 : 2050年8月15日

大阪方面は阪神高速5号湾岸（垂水）線を、姫路方面は阪神高速7号北神戸線を介して第二神明道路に直通している。通行料金は第二神明道路と通算した利用距離に応じて徴収される。
一般部（国道2号 神戸西バイパス）

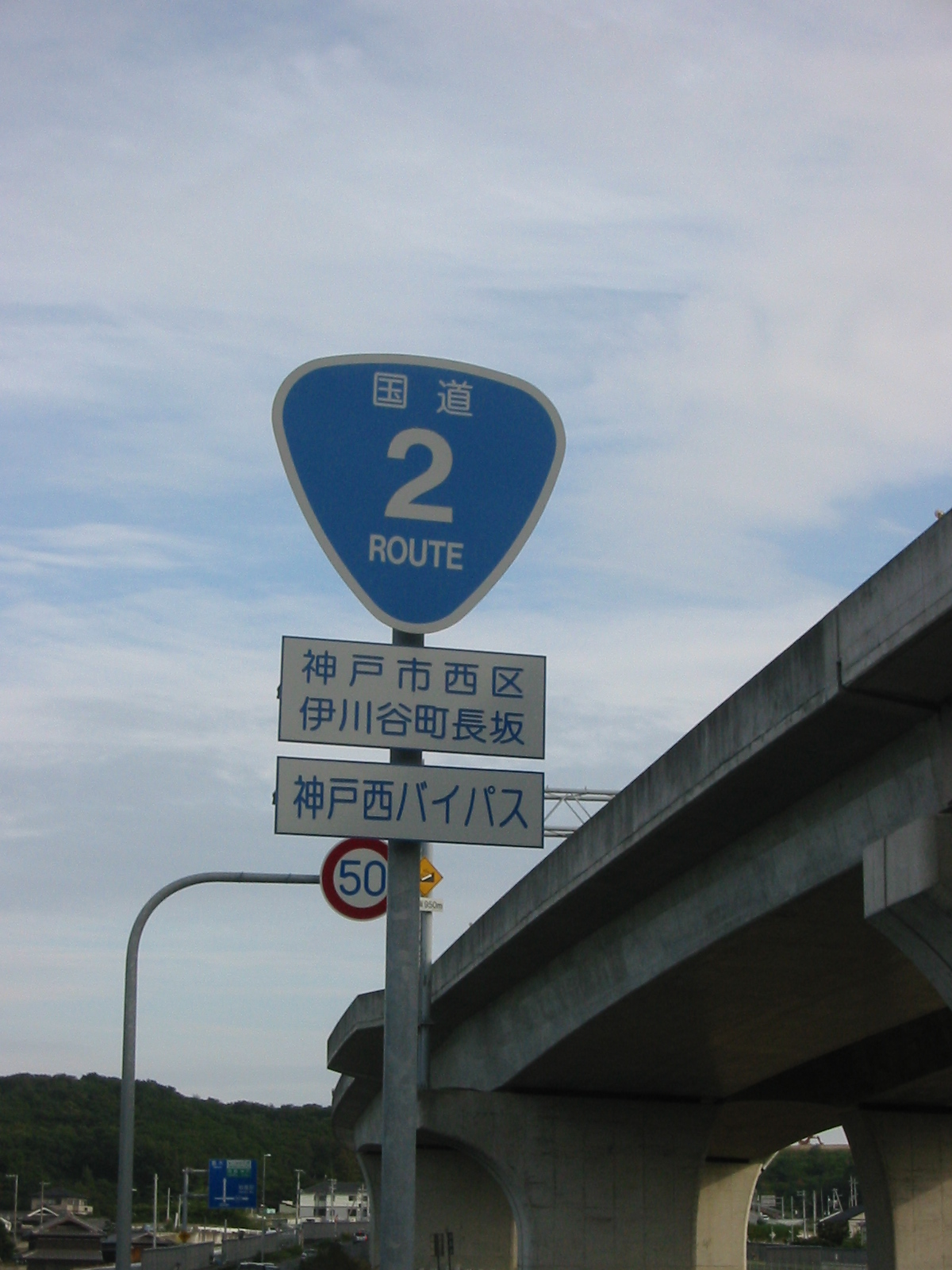
国道2号神戸西バイパス

- 全長 : 8.4 km（供用済4.4 km）
- 規格 : 第3種第2級(設計速度60 km/h)
- 車線 : 2車線
- 最高速度 : 50 km/h

一般部は片側1車線である。信号機と交通量が少なく比較的快適に走行できるが、休日は沿道に複数の大型店が出店している小束山6丁目交差点付近で渋滞が見られる。

## インターチェンジなど

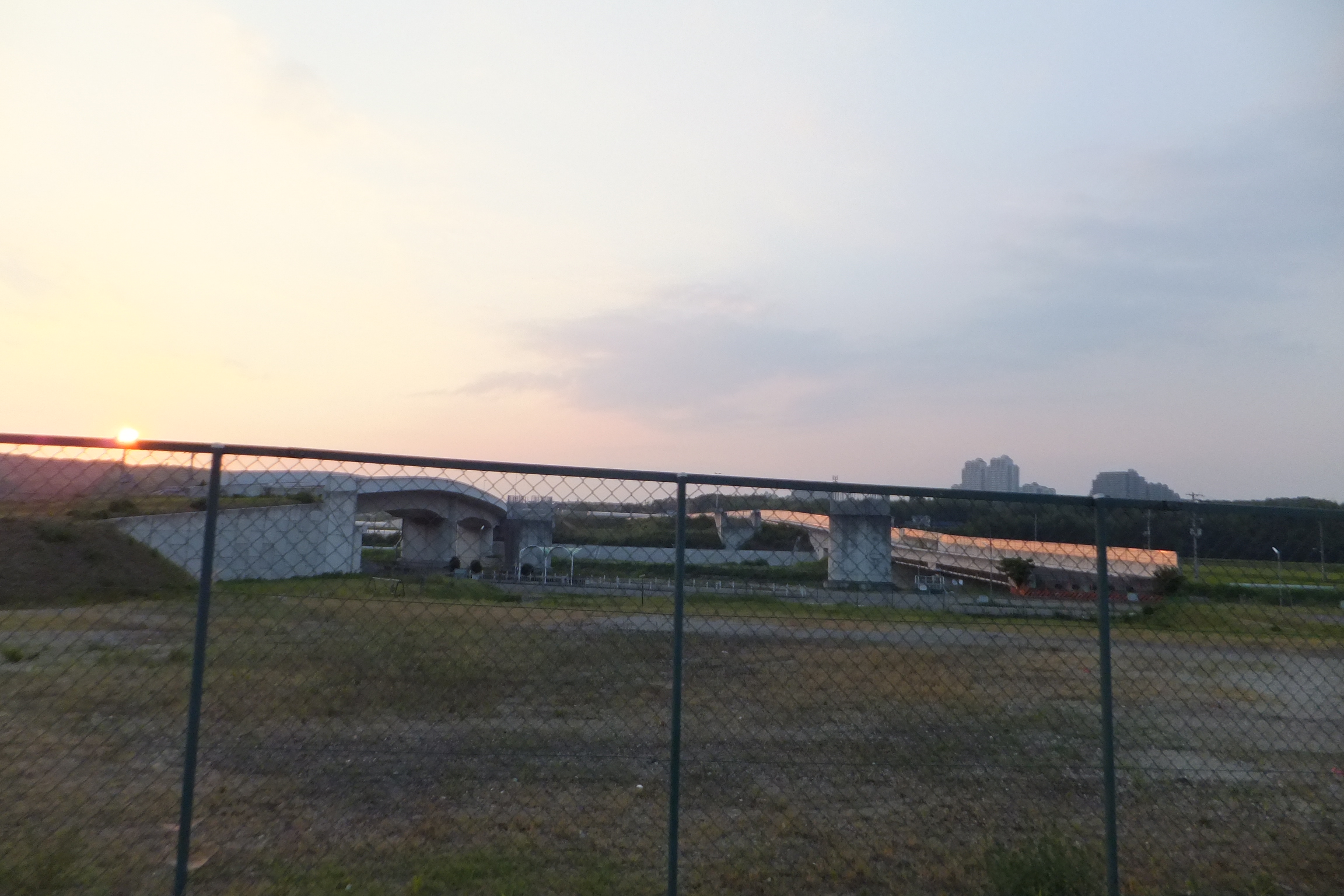
未開通区間
神戸市西区櫨谷町菅野で撮影

- IC番号欄の背景色が■である部分については道路が供用済みの区間を示している。また、施設名欄の背景色が■である部分は施設が供用されていない、または完成していないことを示す。未開通のIC/JCT名は仮称。

| IC番号                     | 施設名    | 接続路線名                        | 起点から (km) | 備考                    |
| -------------------------- | --------- | --------------------------------- | ------------- | ----------------------- |
| 阪神高速5号湾岸線 大阪方面 |           |                                   |               |                         |
| -                          | 垂水JCT   | E28 神戸淡路鳴門自動車道          | 0.0           |                         |
| 11                         | 学園南IC  | 県道488号長坂垂水線               | 2.3           | 長坂・姫路方面出入口    |
| 12                         | 長坂IC    | 国道2号（神戸西バイパス）明石方面 | 3.0           | 大阪・垂水JCT方面出入口 |
| -                          | 永井谷JCT | 阪神高速7号北神戸線 姫路方面      | 5.4           |                         |
| -                          | 永井谷IC  | 国道2号（神戸西バイパス）         |               | 事業中                  |
| -                          | 櫨谷IC    |                                   |               | 事業中                  |
| -                          | 平野東IC  |                                   |               | 事業中                  |
| -                          | 平野西IC  | 国道175号（国道427号重複）        |               | 事業中                  |
| -                          | 石ヶ谷JCT | E93 第二神明道路 姫路方面         |               | 事業中                  |

- 永井谷 - 石ヶ谷JCT間6.9 kmは長期にわたって事業中であり、本線部分はごく一部を除き未着工状態にあった。この理由について国土交通省近畿地方整備局では、2013年12月付の事業再評価資料で「公図混乱箇所において用地取得に時間を要している」としており、併せて未着工区間の用地取得率が未だ70 %弱である事を公表している[5]。2018年度に兵庫県・神戸市の要望により直轄施行と有料道路事業とを組み合わせる合併施行方式で整備されることになり[6]、工期が短縮される見通しとなった[7]。
- 県道小部明石線から都市計画道路西神5号線までの一般部1.0 kmについては、同局2014年4月発表の事業見通しで交差点形状に関する調整等を進めているとしており、開通見通しの公表は控えていたが[8]、2018年12月21日に開通した[9]。
- 平野ICから石ヶ谷JCTの間で播磨臨海地域道路への接続が計画されている。

## 沿革
神戸市西部は海際まで急峻な山がせり出していることもあって東西交通が貧弱で、国道2号、第二神明道路、兵庫県道21号神戸明石線の渋滞が慢性化していた。おりしも明石海峡大橋架橋が計画され、垂水JCTへの連絡道路となる第二神明道路にはさらなる交通流入が見込まれ、第二神明道路の迂回路が必要とされた。
また沿道地域は近年神戸市が住宅開発を進めてきた名谷 - 学園都市 - 西神地区付近に近く、沿道開発への期待とさらなる自動車交通需要の増大へ向けての渋滞緩和が必要であった。
平成30年3月に、永井谷JCT～石ヶ谷JCT（仮称）において、公共事業と有料道路事業との合併施行方式が導入され、事業化された。
- 1994年（平成6年）3月1日 : 明石海峡大橋の関連事業として工事着手。
- 1998年（平成10年）4月5日 : 明石海峡大橋の開通とともに垂水JCT - 永井谷JCT（I期区間）供用。
  - 専用部（垂水JCT - 永井谷JCTを阪神国道工事事務所から日本道路公団へ引継ぎ）
  - 一般部（神戸市垂水区小束山六丁目-神戸市西区伊川谷町別府を阪神国道工事事務所から兵庫国道工事事務所へ引継ぎ）

## 交通量
24時間交通量（台）　道路交通センサス
| 区間                    | 平成17（2005）年度 | 平成22（2010）年度 | 平成27（2015）年度 | 令和3（2021）年度 |
| ----------------------- | ------------------ | ------------------ | ------------------ | ----------------- |
| 垂水JCT - 学園南IC      | 5,735              | 4,742              | 4,847              | 5,177             |
| 学園南IC - 長坂IC       | 8,229              | 6,962              | 7,817              | 8,280             |
| 長坂IC - 永井谷JCT      | 5,441              | 5,078              | 6,167              | 6,692             |
| 永井谷JCT - 石ヶ谷JCT間 | 未開通             | 未開通             | 未開通             | 未開通            |

（出典：「平成22年度道路交通センサス」・「平成27年度全国道路・街路交通情勢調査」「令和3年度全国道路・街路交通情勢調査」（国土交通省ホームページ）より一部データを抜粋して作成）
- 令和2年度に実施予定だった交通量調査は、新型コロナウイルスの影響で延期された[10]。

## 備考

### 専用部の所管警察
- 兵庫県警察高速道路交通警察隊名谷分駐隊